# Balduin II. (Boulogne)
Balduin II. (ndl. Boudewijn, franz.: Baudouin; † wohl 1033) war ein Graf von Boulogne. Wahrscheinlich war er ein Sohn des Grafen Arnulf II. von Boulogne († nach 972).
Balduin tritt 988 in der Schenkungsurkunde des als Zeuge auf, in welcher der Graf Balduin IV. von Flandern den Ort Avelgem an die Sankt Petersabtei in Gent abtrat. Der dabei ebenfalls als Zeuge auftretende Graf Arnulf von Ternois könnte sein Bruder gewesen sein.
Für das Jahr 1033 notierte die Chronik der Abtei Saint-Riquier, dass ihr advocatus Enguerrand einen Grafen von Boulogne im Kampf tötete, anschließend dessen Witwe heiratete und darauf selbst den Grafentitel annahm. Der getötete Graf von Boulogne war vermutlich Balduin II., dessen Witwe damit Adelvie von Westfriesland aus der Sippe der Gerulfinger gewesen war.
Der nächste namentlich bekannte Graf von Boulogne war Eustach I., dessen familiäre Beziehung zu den Grafen aus flämischen Hause unklar ist.

## Weblink
- Die Grafen von Boulogne bei fmg.ac (englisch)

| Vorgänger  | Amt                             | Nachfolger |
| ---------- | ------------------------------- | ---------- |
| Arnulf II. | Graf von Boulogne nach 972–1033 | Eustach I. |

| Personendaten    | Personendaten              |
| ---------------- | -------------------------- |
| NAME             | Balduin II.                |
| ALTERNATIVNAMEN  | Baudouin II. (französisch) |
| KURZBESCHREIBUNG | Graf von Boulogne          |
| GEBURTSDATUM     | 10. Jahrhundert            |
| STERBEDATUM      | unsicher: 1033             |